# كلوستريديوم موجب الإستر نويع لارامي
كلوستريديوم إسترثيتيكام نويع لارامنس أو كلوستريديوم موجب الإستر نويع لارامي  هو نوع من البكتيريا من فصيلة كلوستريدياسيا.